# Battaglia del Buceo
La battaglia del Buceo fu una battaglia navale combattuta dal 14 al 17 maggio 1814 tra la flotta spagnola di stanza a Montevideo, guidata da Miguel de la Sierra, e una flotta creata dal governo rivoluzionario di Buenos Aires e comandata da William Brown.
Lo scontro si tenne nei pressi della baia del Buceo, vicino a Montevideo, e si concluse con la completa vittoria della flotta rivoluzionaria di Brown. La sconfitta spagnola fu decisiva per le sorti del conflitto, in quanto lasciò priva di ogni possibilità di approvvigionamento la città di Montevideo, che dovette capitolare poco più di un mese dopo; la caduta della città segnò la fine della dominazione spagnola nel Río de la Plata.

## Antefatti

### Il conflitto
La Rivoluzione di Maggio del 25 maggio 1810 a Buenos Aires aveva deposto il viceré spagnolo e installato un nuovo governo nella città, che tra le sue prime misure aveva chiesto di essere riconosciuto dalle altre città del vicereame del Río de la Plata. Montevideo rifiutò la nuova autorità e giurò fedeltà al Consiglio di Reggenza di Spagna e delle Indie formatosi a Cadice. La città fu presto assediata dall'esercito inviato dalla giunta di Buenos Aires, al quale si aggiunsero le milizie della Banda Oriental sollevatesi anch'esse alla dominazione spagnola e guidate da José Gervasio Artigas.
Grazie alla supremazia navale spagnola, Montevideo riuscì a resistere all'assedio. Il 2 marzo 1811, la flottiglia realista di Jacinto de Romarate aveva sconfitto nella battaglia di San Nicolás una prima squadra navale rivoluzionaria, incaricata di risalire il Paraná per portare rinforzi a Manuel Belgrano, impegnato nella sua campagna militare in Paraguay. In assenza di imbarcazioni nemiche che potessero contrastarla, una squadra navale spagnola effettuò il 15 luglio un breve bombardamento su Buenos Aires, che ebbe però scarsa rilevanza.
Dopo un periodo di stasi nelle operazioni, seguito all'armistizio del 20 ottobre 1811, le due parti ripresero le armi, e Montevideo fu costretta a subire un secondo assedio. Ancora una volta la città riuscì a resistere grazie al controllo navale del Río de la Plata e dei fiumi interni; le autorità militari spagnole, però, non seppero approfittare dello scontro insorto all'interno delle forze rivoluzionarie tra il comandante José Rondeau e le milizie di Artigas, che abbandonarono l'assedio.

### La seconda squadriglia patriota
Mentre si protraeva l'assedio di Montevideo, a Buenos Aires, sotto l'impulso di Juan Larrea, si cominciò a costruire una nuova flotta navale per togliere agli spagnoli il controllo delle acque. Grazie ad un accordo con il facoltoso uomo d'affari statunitense William Porter White, che simpatizzava con la causa rivoluzionaria, furono trovati i fondi per finanziare l'acquisizione delle navi e del loro equipaggiamento, oltre che per il reclutamento di ufficiali di marina e marinai. Quando, all'inizio del 1814, l'assemblea decise di concentrare il potere esecutivo nelle mani di una sola persona, eleggendo Gervasio Antonio de Posadas alla carica di Direttore Supremo delle Province Unite del Río de la Plata, Larrea fu scelto come ministro delle finanze, assicurando così un futuro al progetto.
In due mesi la flotta fu armata e furono allestiti gli equipaggi; a formare questi ultimi erano principalmente ufficiali e marinai stranieri, mentre le truppe di fanteria imbarcate sulle navi erano per la maggior parte creole. La scelta del comando cadde sul navigatore irlandese William Brown, scelto per il suo carattere e per l'ascendente che avrebbe potuto avere sugli ufficiali, gran parte dei quali proveniva dalle isole britanniche.

### La guerra navale

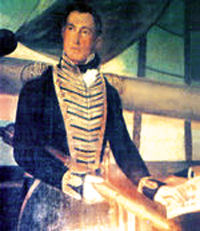
William Brown.

Il 7 marzo 1814, Brown salpò da Buenos Aires in direzione di Colonia del Sacramento, allora in mano ai rivoluzionari, con l'obbiettivo di intercettare la squadriglia di Jacinto de Romarate, che navigava nel Río de la Plata impedendo il rapido rifornimento di truppe e mezzi nella Banda Oriental. Il giorno successivo avvistò tre brigantini realisti, che inseguì finché questi non si nascosero nei pressi dell'isola di Martín García; il comandante patriota tornò quindi verso Buenos Aires per cercare rinforzi. Dopo aver ingrossato la squadra con altre tre imbarcazioni attaccò il 10 marzo la flotta di Romarate ancorata nei pressi dell'isola, venendo respinto con gravi perdite. Approfittando del fatto che il nemico evitò di seguire la flotta patriota per mancanza di munizioni, nonostante si trovasse con la nave ammiraglia in avaria Brown tentò il colpo di mano e la notte tra il 14 e il 15 marzo fece sbarcare di sorpresa sull'isola 240 soldati di truppa, che si impossessarono dell'artiglieria presente a terra. La felice riuscita dell'assalto costrinse alla fuga la squadra di Romarate.
Convinto che la mancanza di cibo e munizioni avrebbe presto costretto Romarate ad arrendersi, Brown gli inviò contro una piccola squadra navale, concentrandosi invece sul blocco della città di Montevideo.
Dopo aver riparato la sua nave ammiraglia, la fregata Hércules, a Buenos Aires, il comandante navale patriota bloccò il porto della piazza militare realista; la scarsa popolazione e l'assedio in corso, oltre tutto, rese scarsamente appetibile alle navi mercantili d'oltremare Montevideo, che necessitava di merci di prima necessità (alimenti e materiale combustibile) senza poter offrire di converso articoli di scambio. Mentre la flotta patriota catturava imbarcazioni spagnole provviste di cibo, la città assediata si trovò in sempre maggiori difficoltà. La situazione divenne presto tale da spingere il governatore Vigodet a tentare una sortita per non dover soccombere. La notte del 21 aprile si tenne un consiglio di guerra, nel quale fu stabilito di tentare di forzare il blocco navale, fidando sulla superiorità della flotta realista nei confronti di quella patriota; il comando delle operazioni fu affidato a José Primo de Rivera, che dopo aver formulato una serie di obiezioni al piano si dimise per motivi di salute. Il comando fu quindi affidato a Miguel de la Sierra, che manifestò da subito un forte scetticismo riguardo alla sua riuscita.
A dispetto delle obiezioni, Vigodet decise di far salpare quanto prima la flotta; la partenza fu rinviata a causa dei venti, e avvenne la notte dell'11 maggio. La notte del 13, avvistando nel porto di Montevideo una serie di segnali luminosi intermittenti, Brown mise a punto il suo piano strategico.

## La battaglia

### Le forze in campo
La squadra navale patriota era formata da 8 navi, sulle quali erano imbarcati 147 cannoni e 1252 combattenti. Da parte sua, la flotta spagnola comprendeva 13 navi e 155 cannoni, con un equipaggio composto da 1180 uomini.
- Flotta patriota (comandata da Guillermo Brown) 
  - Fregata Hércules nave ammiraglia, 36 cannoni e 293 uomini (comandante Richard Baxter)
  - Corvetta Belfast, 22 cannoni e 273 uomini (comandante Oliver Russell)
  - Corvetta Céfiro, 18 cannoni e 148 uomini (comandante James King)
  - Brigantino Nancy, 15 cannoni e 122 uomini (comandante Richard Leech)
  - Goletta Julieta, 17 cannoni e 105 uomini (comandante William McDougall)[18]
  - Corvetta Agradable, 22 cannoni e 155 uomini (comandante Antonio Lamarca)
  - Brigantino Santísima Trinidad, 14 cannoni e 131 uomini (comandante Ange Hubac)
  - Feluca San Luis, 3 cannoni e 25 uomini (comandante William Clark)
- Flotta spagnola (comandata da Miguel de la Sierra)
  - Checchia Hiena, 18 cannoni e 140 uomini (comandante Tomás Quijano)
  - Corvetta Mercurio, 32 cannoni e 180 uomini (comandante Pedro Hurtado de Corcuera)
  - Fregata Mercedes, 16 cannoni e 180 uomini (comandante Manuel de Clemente y Miro)
  - Corvetta Paloma, 18 cannoni e 148 uomini (comandante José Osorio)
  - Fregata Neptuno, 24 cannoni e 146 uomini, con a bordo il comandante in seconda della flotta, José de Posadas (comandante della nave Antonio Miranda)
  - Sloop Corsario, 8 cannoni e 40 uomini (comandante Francisco Castro)
  - Lugre San Carlos, 8 cannoni e 40 uomini
  - Goletta María, 4 cannoni e 40 uomini (comandante José Mayol)
  - Brigantino Cisne, 10 cannoni e 87 uomini (comandante Tomás Sostoa)
  - Feluca Fama, 1 cannone e 40 uomini
  - Brigantino San José, 16 cannoni e 126 uomini (comandante Francisco Chávarri)
  - Goletta Catalana e sloop La Podrida (entrambe a carico di José Pons, detto “Pepe el Mahonés”)[19]

### Lo scontro
All'alba del 14 maggio la squadra spagnola fece vela verso le imbarcazioni patriote sotto lo sguardo della popolazione di Montevideo, che affollò i campanili e i terrazzi della città per assistere allo scontro; all'avvicinarsi di esse, Brown ordinò una falsa manovra di ritirata, per allontanarsi dalla gittata dell'artiglieria realista. Dopo due ore, giunto nella baia del Buceo, a 10 miglia ad est dalla piazza militare assediata, cambiò repentinamente rotta, gettandosi sugli inseguitori e esplodendo i primi colpi di cannone. In un momento di stanca dei bombardamenti l'avventuriero spagnolo José Pons, chiamato “Pepe el Mahonés”, riuscì ad abbordare con un'azione a sorpresa la feluca patriota San Luis e due barche minori; l'equipaggio riuscì a salvarsi raggiungendo a nuoto la costa, ad eccezione del comandante William Clark, che morì tra le onde.
L'arrivo della notte costrinse le due squadre a gettare l'ancora a tre miglia l'una dall'altra; nell'oscurità la Hiena, nave ammiraglia spagnola, fu portata dal vento a portata di tiro delle navi patriote. Dopo qualche scambio di colpi, la nave fu trasportata dalle correnti oltre un banco di sabbia, perdendo in tal modo il contatto con il resto della squadra navale per tutto il combattimento. Il giorno seguente l'assenza di vento rese difficili le manovre; la squadra spagnola cercò di evitare lo scontro, inseguita dalla flotta di Brown, deciso a non permetterle il ritorno in porto. Alla sera le due squadre si trovarono vicine, ma l'arrivo dell'oscurità favorì la fuga degli spagnoli.

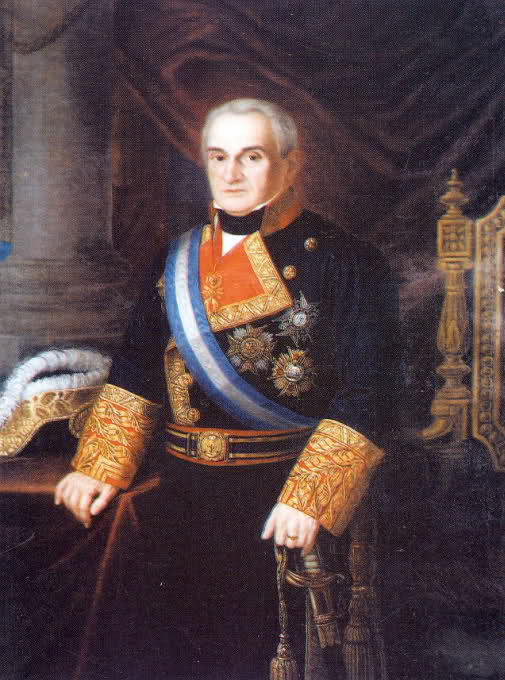
Gaspar de Vigodet.

La mattina del 16 maggio si incorporò alla squadra patriota il brigantino Itatí, con 10 cannoni e un equipaggio di 94 uomini comandati da Miguel Ferreri. La mancanza di vento costrinse le navi ad essere rimorchiate da imbarcazioni a remi. Brown si trasferì sulla nuova imbarcazione, dotata di una vela più veloce, per inseguire il nemico; raggiunto un brigantino spagnolo, aprì contro di esso il fuoco, ma nello scontro rimase ferito ad una gamba. Tornato sulla nave ammiraglia, rifiutò di lasciare la coperta della nave; alle dieci di sera la Hercules riuscì ad intercettare e a catturare la San José, mentre il Belfast costrinse alla resa la fregata Neptuno. Poco dopo anche la corvetta spagnola Paloma si arrese alla Céfiro. Lo scambio di colpi tra le due parti si protrasse per tutta la notte.
All'alba del 17 maggio le sorti della battaglia erano già segnate; le imbarcazioni spagnole rimaste tentarono di guadagnare la via del porto di Montevideo, seguite dalla flotta patriota. La María fu catturata dai patrioti, mentre il Cisne e il Corsario si rifugiarono sotto costa, dove furono raggiunti ed incendiati dalle forze che assediavano la città. La sola corvetta Mercurio riuscì a rientrare nel porto, inseguita da vicino dalla Hercules, che abbandonò la preda solo quando fu alla portata delle batterie costiere. Eludendo il blocco nemico, nel corso della giornata riuscirono a rientrare anche la Fama, la San Carlos e la Hiena; la Mercurio riuscì ad attraccare solo la sera del 23 maggio.

## Conseguenze
La notizia della vittoria patriota giunse il 19 maggio a Buenos Aires, dove fu salutata dalla folla. La vittoria rese di fatto insostenibile la resistenza di Montevideo, impossibilitata ormai a reperire risorse alimentari; lo stesso giorno della sconfitta spagnola, inoltre, giunse a rinforzare le truppe assedianti Carlos María de Alvear con altri 1500 soldati, esautorando in tal modo il comandante dell'esercito patriota, José Rondeau, e privandolo di un trionfo già certo.
Dopo aver tentato invano un accordo con i miliziani orientali allontanatisi dall'assedio perché in rotta con il governo di Buenos Aires, Vigodet si vide costretto a negoziare la capitolazione della città, mentre i più esagitati elementi realisti diedero luogo ad una rivolta, soffocata a fatica dalla guarnigione spagnola. Il 20 giugno fu firmato l'accordo; tre giorni dopo, accampando la scusa della mancata ratifica dell'accordo da parte di Buenos Aires e del re di Spagna, Alvear entrò in città e, a dispetto dei patti, fece prigioniere le truppe spagnole e ne requisì le armi.
La caduta di Montevideo, resa possibile dalla vittoria di Brown, ebbe un'importanza fondamentale per l'esito della rivoluzione in America Meridionale, privando gli spagnoli di un porto sicuro nel quale sbarcare le truppe per avviare la riconquista del Río de la Plata. Una spedizione di 15000 soldati programmata da Ferdinando VII e destinata proprio alla città fu infatti dirottata in Colombia, nella consapevolezza dell'estrema difficoltà logistica di intraprendere l'invasione di territori lontani senza la possibilità di reperire facilmente le risorse necessarie al mantenimento dell'esercito.